# 打出親五
打出 親五（うちいで しんご、1935年6月6日 - ）は、日本の元俳優。茨城県出身。本名：渡辺 清。旧芸名：打出 親吾。血液型はO型。趣味・特技は乗馬、殺陣。新星プログループ、円谷プロダクション芸能部に所属していた。円谷プロでは、怪獣の着ぐるみの修理などを行っていた。

## 出演

### 映画
- 女教師は二度犯される（矢野）
- 峠の群像
- 母
- マルサの女

### テレビ
- 辻真先の婚約旅行殺人事件シリーズ6 会津磐梯、婚前旅行殺人事件
- 犬笛
- 大江戸捜査網
- 俺たちの銀行強盗
- 女捜査官
- 女盗賊忍び舞い
- ザ・ハングマンシリーズ
  - ザ・ハングマンII
  - 新ハングマン
  - ザ・ハングマン4
  - ザ・ハングマンV
  - ザ・ハングマン6
- 私鉄沿線97分署
- ジャングル
- 辻真先の婚約旅行殺人事件シリーズ2 瀬戸内海婚約旅行殺人事件
- 太陽にほえろ!
- 同心暁蘭之介
- 長崎オランダ村殺人事件
- 日本一周「旅号」殺人事件
- 熱血! 新入社員宣言
- 誇りの報酬 第5話「私だって刑事の妹」（1985年） - 茜台署刑事
- ホテルドクター

### 特撮
- 電光超人グリッドマン（犬に襲われる老人）
- ウルトラセブン 地球星人の大地（釣り人）
- ムーンスパイラル（老いた男）
- ウルトラマンマックス（着ぐるみ職人）

### Vシネマ
- 平成ウルトラセブン
  - ウルトラセブン 太陽の背信（老人）
  - ウルトラセブン 栄光と伝説（おでん屋の主人）
  - ウルトラセブン ネバーランド（老僧）
  - ウルトラセブン アカシックレコード（老僧）
- 餓鬼魂
- オタスケガール

### 舞台
- 銀色の少年

### CM
- 紀文